# Angela inermis
Angela inermis är en bönsyrseart som beskrevs av Werner 1927. Angela inermis ingår i släktet Angela och familjen Mantidae. Inga underarter finns listade i Catalogue of Life.